# 뎅기열 백신
뎅기열 백신은 인간의 뎅기열 발생을 예방하기 위한 백신이다. 세계보건기구(WHO)는 예방접종 전 선별검사 또는 최근 지역내 유발률에 대한 문서화를 통해 개인의 심각한 뎅기열 위험을 최소화 할 수 있는 경우에만 국가가 뎅기열백신 CYD-TDV로 예방접종을 고려해야 한다고 권장한다 (9세까지 최소 80%). 2017년에 제조업체는 이전에 뎅기열에 감염된 사람에게만 백신을 사용하도록 권장했다. 결과는 이전에 감염되지 않은 사람에게는 결과가 악화 될 수 있기 때문이다. 이로 인해 혈청 상태에 관계없이 733,000명 이상의 어린이와 50,000명 이상의 성인 자원봉사자가 예방 접종을 받은 필리핀에서 스캔들이 발생했다.
뎅기열 백신 개발은 1929년 초에 시작되었지만, 질병의 병인에 대한 불완전한 지식으로 인해 처음에는 방해를 받았으며, 이후에는 네 가지 뎅기열 혈청형 모두에 대해 안정적인 면역성을 동시에 만들어야 함으로 빠른 진도가 나가지 못했다. 독성을 약화시킨(live attenuated) 살아있는 비루스, 불활성화시킨 (inactivated) 비루스, DNA 및 서브유닛 백신을 포함한 몇몇 백신 후보물질이 개발 중에 있다. 독성을 약화시킨(live attenuated) 살아있는 비루스를 이용한 백신 개발이 가장 많은 진도가 나가있다.
2016년 멕시코, 필리핀, 인도네시아, 브라질, 엘살바도르, 코스타리카, 파라과이, 과테말라, 페루, 태국, 싱가포르 등 11개국에서 뎅기열에 대한 부분적으로 효과적인 백신(Dengvaxia)이 상용화되었다. 인도네시아에서는 권장 3회 사용에 약 207달러가 소요된다. WHO는 혈청 음성 백신 수용자가 백신 접종을 받지 않은 혈청 음성 개인에 비해 심한 뎅기열의 위험이 높다는 증거를 바탕으로 2018년 9월 Dengvaxia 사용에 관한 권장 사항을 업데이트했다. 백신 접종을받은 혈청 음성환자가 더 심각한 부작용을 보이는 이유는 분명하지 않다. 그럴듯한 가설은 항체의존성향상(antibody-dependent enhancement.) 현상이다.

## CYD-TDV
브랜드 이름 뎅백시아(Dengvaxia)로 판매되는 사노피 파스테르(Sanofi Pasteur가) 제조한 CYD-TDV는 약화된 황열병 17D 균주의 PrM (사전 막) 및 E(봉투) 구조유전자를 재조합 DNA 기술을 사용하여 4 개의 뎅기열 유전자로 대체하여 제조된 생키메라백신 (live attenuated chimeric vaccine)이다.
2017년에 제조업체는 이 백신을 뎅기열 감염이 있는 사람에게만 사용하도록 권장했다. 그렇지 않으면 후속감염이 악화될 수 있다는 증거가 있었다. 초기 프로토콜은 이전에 노출되지 않은 참가자에서 심각한 뎅기열의 위험 증가에 대한 이해를 확립하기 위해 백신 접종 전에 기준선 혈액 샘플을 요구하지 않았다. 2017년 11월 Sanofi는 일부 참가자가 감염에 사전 노출이 없다면 심각한 뎅기열에 걸릴 위험이 있음을 인정했다. 이후 필리핀 정부는 안전데이터 검토를 시작한 WHO의 지원으로 대량 예방접종 프로그램을 중단했다.
라틴아메리카 및 아시아에서 진행중인 3상 시험은 2세에서 14세 사이의 31,000명 이상의 어린이를 대상으로 하고있다. 시험의 첫번째 보고서에서, 적어도 한번의 백신 주사를 받은 환자에서 백신효능은 아시아에서는 56.5%, 라틴 아메리카에서는 64.7%였다. 효능은 혈청형에 따라 다르지만 두 실험에서 백신은 심각한 뎅기열 사례의 수를 약 80% 줄였다. 추적 관찰 3년째의 라틴아메리카 및 아시아 연구에 대한 분석에 따르면 백신의 효과는 9세 이상의 어린이의 병원 입원을 예방하는 데 65.6%였지만, 혈청 양성(이전 뎅기 감염을 나타냄)인 어린이의 경우 훨씬 좋은 (81.9%) 백신 효과를 얻었다. 예방 접종은 0, 6 및 12개월 3회 주사로 구성된다. 이 백신은 2015년 12월 멕시코, 필리핀 및 브라질, 엘살바도르, 코스타리카, 파라과이, 과테말라, 페루, 인도네시아, 태국 및 싱가포르에서 2016년에 승인되었다. 뎅백시아 (Dengvaxia)라는 상표명으로 9세 이상의 사람들에게 사용하도록 승인되었으며 4가지 혈청 형을 모두 예방할 수 있는 것으로 되어있다.

## 개발 과정에 있는 백신

### DENVax 또는 TAK-003
DENVax 또는 TAK-003은 원래 방콕의 Mahidol 대학에서 개발되어 현재 Inviragen (DENVax) 및 Takeda (TAK-003)가 자금을 지원하는 뎅기바이러스 유형 2 (DENV2) 백본에 DENV1, DENV3 및 DENV4 구성요소가 있는 재조합 키메라백신이다. 미국, 콜롬비아, 푸에르토 리코, 싱가포르 및 태국에서 1단계 및 2단계 시험이 진행 중이다 . Lancet Infectious Diseases 저널에 발표된 최신 18개월의 데이터에 따르면, TAK-003은 이전 뎅기 노출 및 투약 일정에 관계없이 4가지 바이러스 균주에 대해 지속적인 항체 반응을 나타냈다.

### 테트라백스 -DV
TetraVax-DV는 안전성과 면역원성에 대해 별도로 테스트된 1가 백신의 4가 혼합물이다. 이 백신은 1상 시험을 통과했으며 태국과 브라질에서 2상 시험중이다. 브라질에서는 Instituto Butantan 과 공동으로 연구가 진행되고 있다.

### TDEN PIV
TDEN PIV는 GSK와 Walter Reed Army Institute of Research 협력의 일환으로 1상 시험을 받고 있는 비활성화된 4가 백신이다. 또한 다른 생약독화 후보백신(live attenuated vaccine)과 프라임 부스트 전략으로 상승적 효과도 II상 연구에서 평가되고있다. 프라임 부스팅에서는, 한 유형의 백신이 면역원성을 향상시키기 위해 다른 유형으로 부스트된다.

### V180
머크(Merck)는 초파리 세포에서 발현된 재조합 소단위 백신(subunit vaccine)을 연구하고있다. 연구는 2015년 현재 1단계에 있다.

### DNA 백신
미국 해군의료연구소(Naval Medical Research Center)는 DNA 플라스미드 1가 백신을 개발하려고 시도했지만 초기 결과는 미미한 면역원성인 것으로 나타났다.

### 인도 및 베트남 제조업체
Panacea Biotec 과 Biological E. Limited는 초기 개발 단계의 백신 후보를 가지고 있다. 베트남의 한 회사 (VABIOTECH)가 안전테스트를 수행하고 임상시험 계획을 개발 중이다. 세 회사 모두 미국 보건연구소( National Institutes of Health)와 함께 TetraVax-DV 백신 연구에 참여하고 있다.

## 사회와 문화

### 필리핀 논쟁
2017년 필리핀에서의 뎅기열 백신논쟁은 필리핀 보건부에 의해 운영하는 예방접종 프로그램에 대한 것이다. 이들은 사노피 파스퇴르의 CYD-TDV (Dengvaxia)를 사용하여 학생들에게 뎅기열 백신을 접종했다. 백신을 받은 일부 어린이는 전혀 뎅기열 바이러스에 감염된 적이 없었다. 이 프로그램은 사노피 파스퇴르 (Sanofi Pasteur)가 필리핀 정부에게 이전에 감염되지 않은 사람이 이 백신을 맞으면 심각한 뎅기열이 발생할 위험이 높다고 충고한 이후 중단되었다. 이 프로그램이 충분한 주의를 기울여 운영되었는지와 예방접종을 한 어린이에게 해를 끼친 혐의에 대해 누가 책임을 져야하는지에 대한 정치적 논쟁이 일어났다. </br>